# Lindsay Flory
Lindsay Frances Flory (* 24. Oktober 1996 in Lexington, Kentucky) ist eine US-amerikanische Volleyballspielerin.

## Karriere
Flory begann ihre Karriere an der University High School. Von 2015 bis 2018 studierte sie an der Louisiana State University und spielte in der Universitätsmannschaft. Nach dem Abschluss ihres Studiums wechselte die Zuspielerin 2019 zum Bundesligisten Schwarz-Weiss Erfurt.